# Dominique Saudinos
Pour les articles homonymes, voir Saudinos.
Dominique Saudinos (née en 1945, nom de jeune fille Dominique Schaad-Oudinet) est une écrivaine française.

## Biographie
Dominique Saudinos est diplômée de Sciences Po en 1966 et docteur en criminologie, formée à la psychanalyse.

## Ouvrages
- Georges Charpak et Dominique Saudinos, La Vie à fil tendu, Paris, Éditions Odile Jacob, coll. « Sciences », septembre 1993, 231 p. (ISBN 2-7381-0214-X et 978-2738102140, lire en ligne)
- Dominique Saudinos, Manuel Rosenthal. Une vie, Paris, Mercure de France, 1992, 256 p. (ISBN 2-7152-1747-1, BNF 35513705)